# Ximena Sariñana (álbum)
Ximena Sariñana es el homónimo segundo álbum de estudio de la cantautora mexicana Ximena Sariñana, el cual cuenta en casi su totalidad con temas en inglés y es la incursión de Ximena en el mercado más vasto del mundo, esta vez con la adaptación de un nuevo género a su música el cual es más électronico. 
El disco es producido por ella misma, Natalia Lafourcade y Greg Krustin, el disco fue grabado entre 2009 y 2011 en los estudios de Warner Music Group en Miami. Fue lanzado el 2 de agosto de 2011 en los Estados Unidos y en el resto del mundo fue lanzado el 20 de septiembre del mismo año por Warner Bros. Records. En Estados Unidos el disco alcanzó la posición 38 en la lista de Top Heatseekers de la revista semanal Billboard.

## Producción
Después del éxito de Mediocre con sus ventas de más de 100,000 copias vendidas solo en México y ser certificado como disco de platino, los productores de Warner Music México le propusieron a Sariñana grabar un segundo disco, pero en esta ocasión tendría que rebasar la barrera entre idiomas, pues esta placa está conformada por 10 temas en inglés y uno en español, este último bajo la producción de Natalia Lafourcade.
Sariñana entró al estudio en el año de 2009 cuando comenzó a grabar una canción para la banda sonora de la segunda entrega de la saga crespúsculo Luna Nueva canción cuyo género pidieron los productores fuera blues dicho tema conformó el segundo sencillo de la banda sonora, mientras el video circulaba por la red y distintos canales de televisión musical, Ximena comenzaba a componer y escribir las canciones para su segunda placa, al parecer logró escribir un aproximado de treinta y cinco temas de los cuales solo fueron seleccionados 10 para conformar la lista de canciones del homónimo, mismo del cual Sariñana decidió nombrarlo con su nombre para desquitar el anhelo de tener un primer disco con su nombre y pues que mejor que hacerlo con su primera placa en otro idioma, Ximena se ha presentado en varios conciertos de la gira de Sara Bareilles al término de esta comenzó a grabar el video para su primer sencillo el cual es «Different» mismo que cuenta con una pequeña coreografía a cargo de Michael Rooney, el video se liberó el 26 de julio por la mañana en AOL y actualmente cuenta con más de 5 millones de vistas en YouTube, el disco cuenta con una producción la cual muchos dicen es muy comercial por el hecho de que es algo que va más al electropop que el pop acústico que acompañó a Ximena por tres años, sin embargo algunos críticos alaban su capacidad de escribir, ya que la cantautora compuso en su totalidad el álbum lo cual lo ha hecho acreedor a ser promocionado en la cadena VH1 en Estados Unidos en "You Oughta Know" que en español sería "Lo Que Debes Conocer", mientras que en iTunes se puso en forma de regalo la canción "Shine Down" misma que cuenta con un videoclip no promocional dirigido por Omar Rodríguez-López.
Algo que hizo frustrar a muchos de los fanáticos y oyentes de Sariñana en México fue el hecho de que el álbum se comenzó a comercializar primero en Estados Unidos antes que en México por lo pronto se especula que el disco estará disponible en tienda físicas en México a mediados del mes de septiembre.

## Recepción de la crítica
En cuanto a la crítica Allmusic le dio una puntuación de tres estrellas y media sobre 5 misma calificación que recibiría su anterior álbum a finales de 2007, ambos son buenos álbumes de calificación media.
La revista Spin le otorgó un 8 sobre 10 y lo calificó como unos de los mejores álbumes del año 2011.
Su primer sencillo «Different» llegó a alcanzar la cima de Los40 mexicana y la posición 21 en el Billboard Japan Hot 100, mientras en su mismo país natal en la tienda virtual iTunes ha llegado a estar en el número 6 de los sencillos más vendidos, mientras el álbum en actual promoción llegó a la misma posición, sin embargo tanto el álbum y el sencillo rápidamente cayeron en picada, las ventas no fueron las esperadas.

## Lista de canciones
| N.º | Título             | Escritor(es)                         | Duración |  |
| 1.  | «Different»        | Ximena Sariñana & Tim Armstrong      | 3:39     |  |
| 2.  | «The Bid»          | Ximena Sariñana & Greg Kurstin       | 4:23     |  |
| 3.  | «Shine Down»       | Ximena Sariñana & David Andrew Sitek | 4:02     |  |
| 4.  | «Echo Park»        | Ximena Sariñana & Greg Kurstin       | 3:27     |  |
| 5.  | «Bringing Us Down» | Ximena Sariñana & Baltazar Hinojosa  | 3:30     |  |
| 6.  | «Tomorrow»         | Ximena Sariñana & Greg Kurstin       | 3:53     |  |
| 7.  | «Lies We Live In»  | Ximena Sariñana & David Andrew Sitek | 3:44     |  |
| 8.  | «Common Ground»    | Ximena Sariñana & Greg Kurstin       | 4:05     |  |
| 9.  | «Love Again»       | Ximena Sariñana & Finian Greenall    | 5:11     |  |
| 10. | «Tú y Yo»          | Ximena Sariñana & Natalia Lafourcade | 4:28     |  |
| 11. | «Wrong Miracle»    | Ximena Sariñana & Matt Hales         | 3:18     |  |

| Bonus Track |                                    |                              |               |          |  |
| N.º         | Título                             | Escritor(es)                 | Productor(es) | Duración |  |
| 12.         | «Wrong Miracle» (Acoustic Version) | Ximena Sariñana & Matt Hales |               | 3:16     |  |

## Posicionamiento en listas
|                           | \| Lista (2011) \| Mejor posición \| \| ------------------------- \| -------------- \| \| Billboard Top Heatseekers \| 38 \| |
| Lista (2011)              | Mejor posición |
| Billboard Top Heatseekers | 38 |

## Premios y nominaciones
| Año  | Trabajo         | Premio                  | Categoría                           | Resultado |
| ---- | --------------- | ----------------------- | ----------------------------------- | --------- |
| 2011 | Ximena Sariñana | LOS40 Music Awards      | Mejor artista mexicano              | Nominada  |
| 2012 | Ximena Sariñana | MTV Europe Music Awards | Mejor Artista latinoamericano norte | Nominada  |